# Sin final
Sin final es un drama psico-político de producción polaca dirigido por Krzysztof Kieślowski en 1985.

## Sinopsis
Es el año 1982 cuando Polonia se encuentra en estado de guerra. Urszula Zyro siente la presencia del recién marido muerto, el abogado Antoni. El fantasma de Antoni de manera metafísica influye en la realidad. 
Joanna, la esposa de uno de los clientes del abogado, viene a la casa de Urszula. Su marido, Dariusz Stach es el obrero que dirigía la manifestación aunque no es el miembro de ¨Solidarność¨. A pesar de ello está en la cárcel esperando la decisión judicial. Joanna también apoya la actividad oposicionista. Urszula le recomienda a Joanna que el abogado Labrador se encargue del asunto de su marido. Labrador decide defender a Stach, aunque durante los treinta últimos años no ha trabajado en procesos políticos.
Al principio Stach no está conforme con la forma de defensa propuesta por el abogado, pero luego decide aceptarlo y le condenan a una pena menor. Se salva a costa de sus ideales.
Urszula no se encuentra bien tras la muerte de su marido, se da cuenta de cuánto significaba para ella. Intenta vivir normalmente, pero no lo consigue. Un día, durante la visita de un hipnotizador, la mujer se contacta con su marido. En la escena final, Urszula y se encuentra con su marido se suicida .

## Realización
Sin final es la primera película en la que el director Krzysztof Kieślowski colaboró con el abogado y guionista Krzysztof Piesiewicz. Todas las películas posteriores fueron rodajes de guiones de Piesiewicz. En la película se cita un fragmento de la poesía de Ernest Bryll ¨E incluso no sé, como pasó esto...¨

## Reparto
| Actor                | Personaje                                        |
| -------------------- | ------------------------------------------------ |
| Grażyna Szapołowska  | Urszula Zyro                                     |
| Jerzy Radziwiłowicz  | "el fantasma", el abogado Antoni Zyro            |
| Aleksander Bardini   | Abogado Mieczysław Labrador                      |
| Michał Bajor         | Mietek, pasante de abogado Labrador              |
| Artur Barciś         | Dariusz Stach, prisionero político               |
| Maria Pakulnis       | Joanna, esposa de Dariusz                        |
| Marek Kondrat        | Tomek, enemigo de familia Zyro                   |
| Krzysztof Krzemiński | Jacek, hijo del matrimonio Zyro                  |
| Marzena Trybała      | Marta, amiga de Joanna                           |
| Adam Ferency         | "Rumcajs", activista oposicionador               |
| Jerzy Kamas          | Juez Biedroń                                     |
| Tadeusz Bradecki     | Hipnotizador                                     |
| Katarzyna Figura     | Asistente del hipnotizador                       |
| Jan Tesarz           | Padre de Joanna, activista del partido político. |
| Daniel Webb          | Americano                                        |
| Jacek Domański       | Activista oposicionador, amigo de familia Stach. |